# 素敵なおさがり

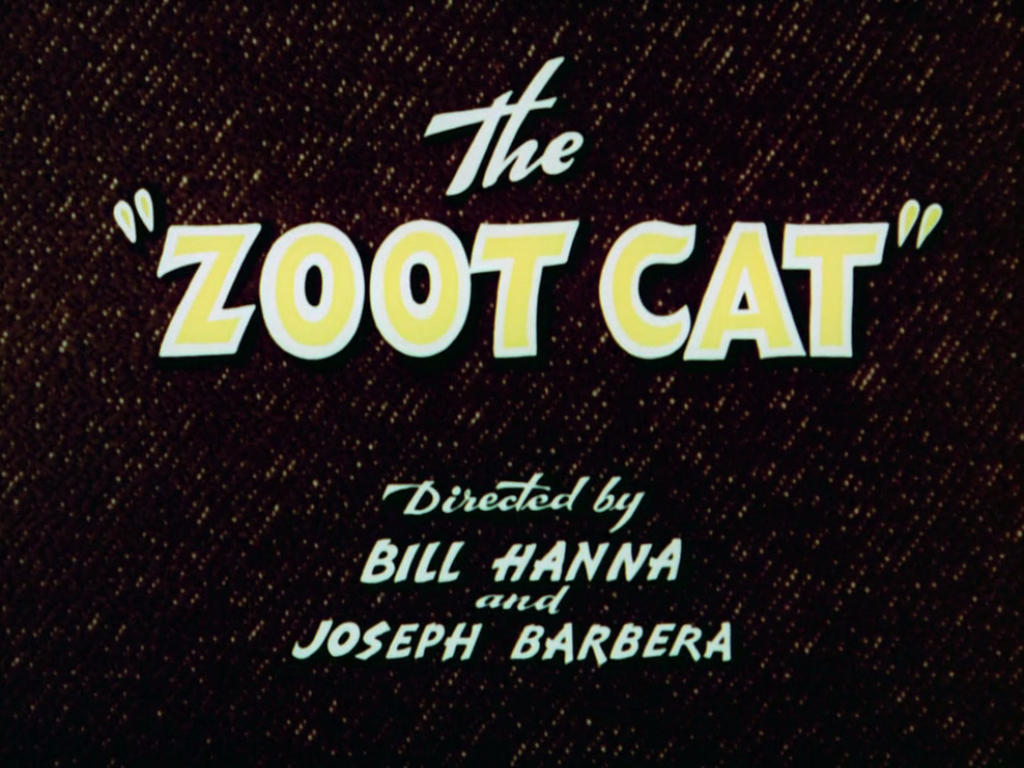
タイトルカード

『素敵なおさがり』（The Zoot Cat、1944年2月26日公開）は、トムとジェリーの作品の一つ。日本においてはパブリックドメインである。

## スタッフ
- 監督 - ビル・ハンナ、ジョセフ・バーベラ
- 製作 - フレッド・クインビー(初公開版ではクレジット無し)
- 共同製作 - ウィリアム・ハンナ(クレジット無し)
- 脚本 - ウィリアム・ハンナ、ジョセフ・バーベラ(クレジット無し)
- 原画 - ケネス・ミューズ(初公開版では、ケン・ハリス名義)、ピーター・バーネス、レイ・パターソン、アーヴン・スペンス
- アシスタント・アニメーター - バーニー・ポスナー(クレジット無し)
- 音楽 - スコット・ブラッドリー

## 作品内容
気取った格好で雌猫・トゥーツの家に遊びに行くトム。ジェリーをプレゼントしギター演奏で彼女を口説きにかかるが「なんてダサいの」「あんたなんか興味ないのよ」「とっとと消えて」などと明け透けに罵倒された挙句断られてしまう。
彼女に振られジェリーにも「田舎臭い」とからかわれ気分の悪いトムだったが、その時ラジオから洋服店のコマーシャルが流れる。
| 「 | 「ああ、あなたはなんてダサいんでしょう」。あなたは今まで何度そう言われましたか？ そんなあなたにズートスーツをご提案。ズートスーツでバッチリクールにキメて彼女と最高のデートを！ | 」 |

トムはさっそくトゥーツ宅の電気スタンドカバーを帽子に、ハンモックの生地をズートスーツに仕立て、肩パットを演出するためにハンガーまで装着する。再びトゥーツの家に出向くトム。ズートスーツを着たトムにトゥーツはすっかりメロメロ。トムとトゥーツのダンスパーティが始まるが、そこへジェリーも乱入しいつものドタバタ劇が始まる。
ピアノの弾き語りを交えた“燃えるような”愛の告白をジェリーに邪魔されたトムは怒り心頭になるが、ジェリーの悪戯もエスカレート。スーツに仕込んだハンガーにブラインドの紐を引っかけてしまう。ジェリーを追うトムはブラインドに巻き込まれ、その拍子に水の入った金魚鉢に体を突っ込んでしまう。すると水でトムのズートスーツはみるみるうちに縮み始め、ついに脱げてしまう。ネズミサイズにまで縮んでしまった「素敵なおさがり」をクールに着こなすジェリーだった。

## 登場キャラクター
トム
トゥーツにジェリーが入った宝石を見せて口説くも、「ダサい」と軽くあしらわれてしまう。そこで名誉挽回すべく「ズートスーツ」を自作、イメージチェンジするとトゥーツに気に入られる。ジェリーの介入で3者の追いかけっこへ発展し、やがてジェリーのいたずらで金魚鉢へ突っ込んだため・ズートスーツが縮んで脱げてしまい、スーツをジェリーに奪われてしまった。
ジェリー
トムにトゥーツへのプレゼントにされるが、その後トゥーツを口説くトムに様々ないたずらをし、ついにはズートスーツを着たトムを金魚鉢に突っ込ませてズートスーツを縮めて脱がせ、自分にぴったりのサイズとなったスーツを着こなした。
トゥーツ
小柄で短毛の、この作品のみの雌猫。当初はトムを見て「ダサい」とあしらっていたが、トムがズートスーツを着こなすと態度が一変し口説きに応じる。